# Stenelmis concinna
Stenelmis concinna är en skalbaggsart som beskrevs av Ivan T. Sanderson. Stenelmis concinna ingår i släktet Stenelmis och familjen bäckbaggar. Inga underarter finns listade i Catalogue of Life.